# 安氏瘦獅子魚
安氏瘦獅子魚，為輻鰭魚綱鮋形目杜父魚亞目獅子魚科的其中一種，分布於東北大西洋的冰島西部海域，棲息深度約800公尺，體長可達5.3公分，為深海底棲性魚類，屬肉食性，生活習性不明。

## 擴展閱讀
維基物種上的相關：安氏瘦獅子魚